# یوناس گار استوره
یوناسْ گار اِستوُرِه‌ (به انگلیسی: Jonas Gahr Støre؛ زاده ۲۵ اوت ۱۹۶۰) یک سیاستمدار و عضو حزب کارگر نروژ است. وی از ۱۴ اکتبر سال ۲۰۲۱ میلادی، نخست‌وزیری نروژ را بر عهده دارد.
یوناسْ گار اِستوُرِه، دارای سوابق خدمات و مدیریت دولتی است. از سال ۲۰۱۴ میلادی، وی رهبری حزب کارگر نروژ و گروه نمایندگان این حزب در  مجلس ملی نروژ را بر عهده داشته‌است. پس از انتخابات سال ۲۰۲۱ میلادی در نروژ، یوناسْ گار اِستوُرِه، بعد از توافق با حزب سنتر پارتی، دولت ائتلافی حزب کارگر نروژ و سنتر پارتی که علایق کشاورزان نروژ را منعکس می‌کند را تشکیل داد.

یوناسْ گار اِستوُرِه، بین سالهای ۲۰۰۵ تا ۲۰۱۲ میلادی در دولت دوم ینس استولتنبرگ وزیر امور خارجه و از ۲۰۱۲ تا ۲۰۱۳ وزیر خدمات درمانی و بهداشت بوده‌است. در دوره بین سالهای ۲۰۱۳–۲۰۱۴ وی رهبری گروه نمایندگان حزب کارگر نروژ در کمیته مالی  مجلس نروژ را بر عهده داشته‌است..

یوناسْ گار اِستوُرِه، در سال ۱۹۸۱ میلادی از آکادمی نیروی دریایی در برگن با درجه افسری فارغ‌التحصیل شده‌است. سپس در تکمیل تحصیلات، وارد مؤسسه مطالعات سیاسی پاریس شده و در سال ۱۹۸۵ میلادی از این مؤسسه مدرک کارشناسی دریافت کرده‌است.

## جوانی و تحصیل
یوناسْ گار اِستوُرِه، ۲۵ اوت ۱۹۶۰ در اسلو به دنیا آمده و در محله‌ای در غرب شهر که سابقاً عیان‌نشین بوده، بزرگ شده‌است. پدر وی در ارتباط با امور تدارکات خطوط کشتیرانی و مادرش در کتابخانه شهر کار می‌کرد. یوناسْ گار اِستوُرِه، تحصیلات متوسطه را در ۱۹۷۹ به پایان برد و برای ادامه تحصیل به برگن سفر کرد و وارد آکادمی نیروی دریایی در این شهر شد. بعد از فارغ‌التحصیلی از آکادمی نیروی دریایی و یک سال خدمت با درجه افسر جزء در سال ۱۹۸۱ عازم فرانسه شد. یوناسْ گار اِستوُرِه، ۵ سال در مؤسسه مطالعات سیاسی پاریس ادامه تحصیل داد و بلافاصله در سال ۱۹۸۶ در مدرسه حقوق هاروارد در ایالات متحده آمریکا، استخدام شده و به کار تحقیقاتی پرداخت.

## سابقه سیاسی
یوناسْ گار اِستوُرِه، در سال ۱۹۸۹ میلادی، به عنوان مشاور ویژه به دفتر نخست‌وزیر وقت نروژ؛ گرو هارلم بروندلاند، که دولت برخاسته از حزب کارگر نروژ را رهبری می‌کرد، دعوت شد. از آنجایی که یوناسْ گار اِستوُرِه، سابقه فعالیت سیاسی در حزب سیاسی مخالف دولت، یعنی حزب محافظه کار را داشت، این دعوت با استقبال همه اعضا و هواداران حزب حاکم، یعنی حزب کارگر نروژ روبرو نشد. با این حال شخص نخست‌وزیر که در آن زمان گرو هارلم بروندلاند، بود از حاصل کار وی در عمل، کاملاً راضی بود و بعدها وقتی گرو هارلم بروندلاند، در سال ۱۹۹۸ میلادی به ریاست سازمان جهانی بهداشت، انتخاب شد، مشاور خود را به عنوان رئیس ستاد، به همکاری با خود در این سازمان دعوت کرد. کار در سازمان جهانی بهداشت، زمینه آشنایی بیشتر وی با ینس استولتنبرگ را فراهم آورد. دو سال بعد ینس استولتنبرگ در اولین دوره نخست‌وزیری خود، از یوناسْ گار اِستوُرِه، دعوت کرد که در مقام معاون نخست‌وزیر به او بپیوندد. اما این دوره بیشتر از یک سال ادامه نیافت و در پاییز سال ۲۰۰۱ حزب کارگر نروژ بعد از ناکامی در انتخابات، قدرت را واگذار کرد. با این حال در این مدت کوتاه یوناسْ گار اِستوُرِه، یکی از نزدیکترین یاران و به ادعای بسیاری از محبوب‌ترین و کارآمدترین اعضای دولت بود.

بعد از کناره‌گیری حزب کارگر نروژ از قدرت، یوناسْ گار اِستوُرِه، از جمله مدتی را بین سالهای ۲۰۰۳ تا ۲۰۰۵ در مقام دبیرکل صلیب سرخ نروژ مشغول خدمت بود. در سال ۲۰۰۵ میلادی، وقتی ینس استولتنبرگ بعد از پیروزی در انتخابات و تشکیل کابینهٔ دومین دورهٔ دولت خود از یوناسْ گار اِستوُرِه، به عنوان وزیر امور خارجه دعوت به همکاری کرد، از نظر بسیاری یوناسْ گار اِستوُرِه، خود کاندید بارز احراز مقام نخست‌وزیری بود. 

در مقام وزیر امور خارجه در دولت دوم ینس استولتنبرگ، وی بسیار مقتدرانه عمل کرده و گاه در صحنه بین‌المللی مورد انتقاد شدید قرار گرفته‌است. یوناسْ گار اِستوُرِه، علاوه بر رسیدگی و حل اختلافات مرزی با روسیه که به عقد قرارداد جدیدی انجامید، در سال ۲۰۰۷ میلادی با به رسمیت شناختن دولت حماس، باعث اختلاف و بحث زیادی در صحنه بین‌المللی شده‌است. با این حال با وجود داشتن سابقه سیاسی در حزب محافظه کار و شک تردید احزاب چپ به صداقت او در گردش به چپ، یوناسْ گار اِستوُرِه، امروز یکی از محبوب‌ترین اعضای حزب کارگر نروژ و رهبر پارلمانی این حزب است.